# Rhinosolea
Rhinosolea is een monotypisch geslacht van straalvinnige vissen uit de familie van eigenlijke tongen (Soleidae).

## Soort
- Rhinosolea microlepidota Fowler, 1946